# Biologia syntetyczna
Biologia syntetyczna – dyscyplina naukowa stanowiąca połączenie biologii molekularnej i inżynierii, której celem jest projektowanie i tworzenie sztucznych systemów biologicznych wzorowanych na naturalnych. W odróżnieniu od klasycznej inżynierii genetycznej biologia syntetyczna kładzie duży nacisk na racjonalne projektowanie nowych systemów oraz intensywne wykorzystanie technik modelowania matematycznego w celu przewidzenia zachowania się układu oraz optymalizacji jego działania.

## Historia

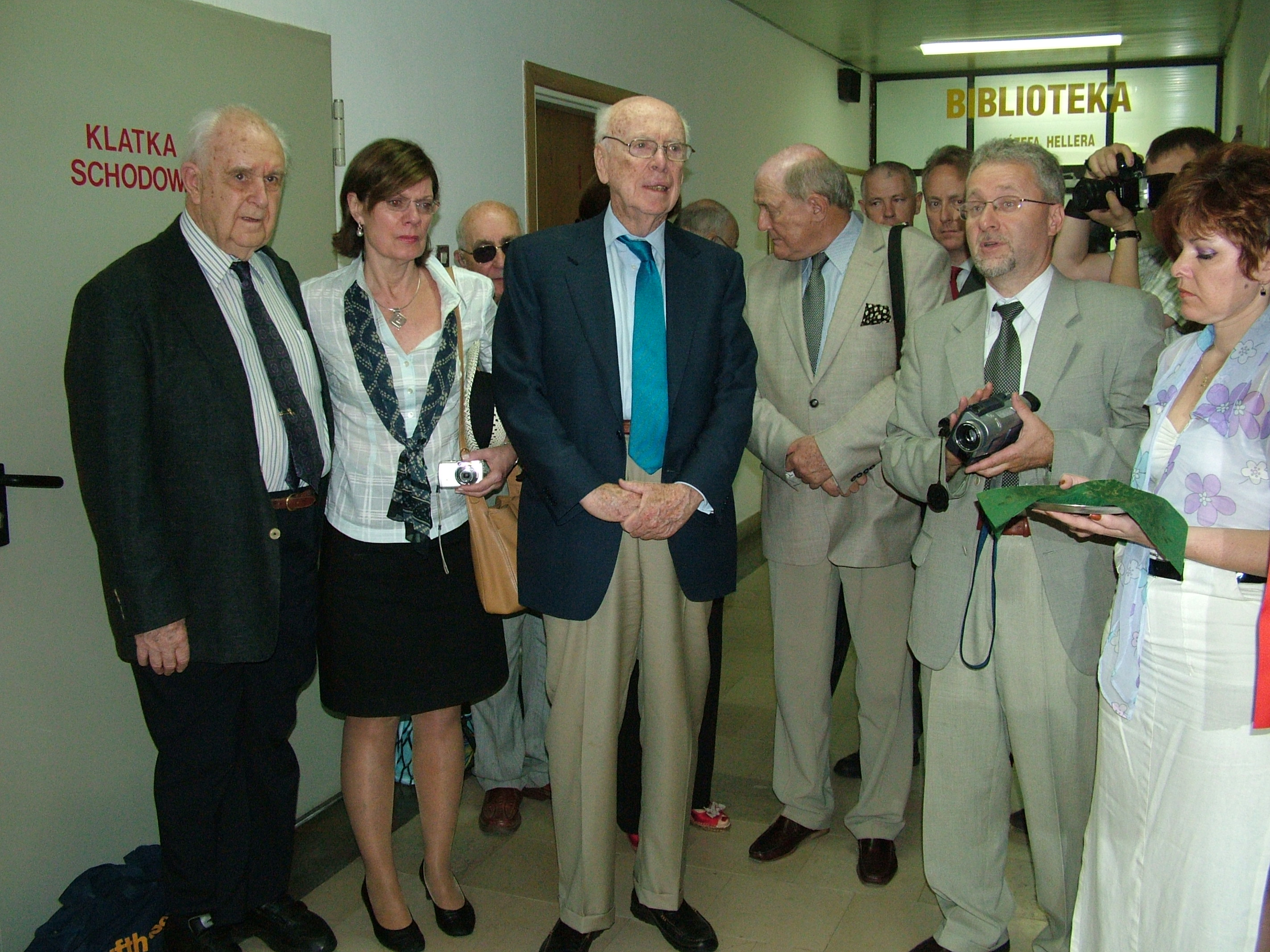
Wacław Szybalski i James Watson w bibliotece IBB PAN w Warszawie

Termin „biologia syntetyczna” zaczął pojawiać się w literaturze na początku XX w. Prawdopodobnie pierwszym przykładem jego użycia jest książka Stéphane'a Leduca „La Biologie Synthetique” z 1912 roku. Za twórcę współczesnego rozumienia tego określenia uznawany jest polski genetyk Wacław Szybalski, który przedstawił swoją koncepcję biologii syntetycznej podczas panelu dyskusyjnego w trakcie konferencji Eighteenth Annual "OHOLO" Biological Conference on Strategies for the Control of Gene Expression w 1973 roku w Zichron Ja’akow w Izraelu.
Dynamiczny rozwój biologii molekularnej oraz bioinformatyki jaki miał miejsce pod koniec XX wieku stworzył solidne podwaliny pod biologię syntetyczną. Kompletne poznanie genomów wielu organizmów oraz stworzenie matematycznych modeli opisujących interakcje genów i regulację ich ekspresji także były konieczne dla rozwoju tej dyscypliny. Bardzo duży wkład do jej powstania włożył Craig Venter, który jest jednym z twórców genomiki oraz metagenomiki oraz pierwszego syntetycznego genomu.
Dawniej termin biologia syntetyczna był stosowany także do opisu podejścia metodologicznego w biologii polegającego na integracji różnych dyscyplin badawczych w celu całościowego opisu systemów biologicznych. Jednakże obecnie taka definicja biologii syntetycznej nie jest poprawna ponieważ realizacją powyższych założeń zajmuje się biologia systemowa, której celem jest zbieranie i przetwarzanie dużej ilości danych z wysokoprzepustowych eksperymentów genomicznych i proteomicznych.

## Tematy przewodnie

### Biologia molekularna

Ligacja dwóch fragmentów DNA stanowi jedną z podstawowych technik w biologii molekularnej

Celem przewodnim biologii molekularnej jest wytłumaczenie procesów zachodzących w żywych organizmach na poziomie biocząsteczek oraz poznanie właściwości ich samych. W celu zrozumienia działania układów biologicznych, które zazwyczaj są bardzo skomplikowane można budować ich syntetyczne, uproszczone wersje dzięki którym można zweryfikować hipotezy dotyczące ich działania. Przykładem mogą być wczesne badania genetycznych układów regulatorowych takich jak repressylator, badany przez grupę Michaela Elowitza i Stanislasa Leiblera. Badacze ci najpierw stworzyli działający model badanego układu a dopiero później otrzymali odpowiedni konstrukt genetyczny i wprowadzili go do komórek. Dane doświadczalne wykazywały bardzo dużą zgodność z modelem teoretycznym, co potwierdziło słuszność takiej metodyki prowadzenia badań.
Obecnie podejmowane są różne inicjatywy polegające na standaryzacji technik biologii molekularnej stosowanych w biologii syntetycznej. Jedną z nich jest wprowadzenie formatu Biobrick. Jego ideą jest podział sekwencji DNA, ze względu na pełnioną funkcję. Przykładowo można wyróżnić sekwencje kodujące białka, promotory lub terminatory. Każdy z takich elementów jest oflankowany z obydwu stron przez ściśle określone sekwencje nazywane prefiksem i suffiksem, zawierające miejsca rozpoznawane przez charakterystyczne enzymy restrykcyjne. Dzięki temu możliwe jest łatwe tworzenie dużych fragmentów DNA z mniejszych elementów składowych. Takie urządzenia biologiczne mogą pełnić różnorodne role i stanowić zarazem fragmenty większych syntetycznych obwodów genetycznych lub całych sieci regulacyjnych.

### Chemia organiczna
Układy biologiczne z punktu widzenia termodynamiki stanowią układy otwarte w których zachodzi bardzo wiele reakcji chemicznych. Z chwilą dokonania pierwszych syntez organicznych dokonanych przez Wöhlera w XIX wieku datuje się powstanie współczesnej chemii organicznej. W ten sam sposób można uznać, że pewne aspekty biologii syntetycznej są kontynuacją idei chemii syntetycznej. Chodzi tu nie tylko o syntezę nowych związków czynnych biologicznie oraz białek i kwasów nukleinowych o określonych właściwościach ale także o badania nad biogenezą i perspektywami tworzenia całkowicie sztucznych żywych organizmów (abiogenezą). Przykładami współcześnie (2009) żyjących naukowców zajmujących się tą tematyką są Eric Kool, Steven Benner, Carlos Bustamante i Jack W. Szostak.

### Inżynieria
Wielu inżynierów traktuje biologię jako gałąź technologii. Biologia syntetyczna zawiera w sobie rozszerzone definicję biotechnologii oraz inżynierii genetycznej a jej ostatecznym celem jest tworzenie sztucznych systemów biologicznych zdolnych do odbioru i przetwarzania informacji napływających z zewnątrz, co prowadzi do wykonania określonych działań. Ich rezultaty mogą być różne i obejmować różne efekty fizjologiczne takie jak produkcja związków chemicznych lub energii, zmiana zachowania się organizmu lub nawet jego śmierć. Przykładem mogą być prace przeprowadzone przez Christophera Voigta polegające na zmodyfikowaniu systemu sekrecji białek występującego naturalnie u Salmonella typhimurium tak aby bakteria wydzielała na zewnątrz nić pajęczą a nie białka odpowiedzialne za wirulencję. Inne badania prowadzone przez zespół tego badacza obejmowały m.in. otrzymanie szczepu bakterii Escherichia coli zdolnego do zmiany ekspresji niektórych genów w zależności od natężenia światła.
Jednym z wyróżniających aspektów biologii syntetycznej jest duży nacisk na projektowanie systemów mających potencjalnie duże zastosowanie praktyczne, które ponadto są modularne i łatwe w rozbudowie. Dlatego też powstają formaty takie jak wymieniony wcześniej Biobrick mające za zadanie ułatwiać projektowanie i budowanie tych układów. Dobrymi przykładami takich badań są prace Tima Gardnera oraz Jamesa Collinsa nad przełącznikami ekspresji genów, utworzenie Registry of Standard Biological Parts oraz wiele projektów realizowanych w ramach konkursu iGEM.

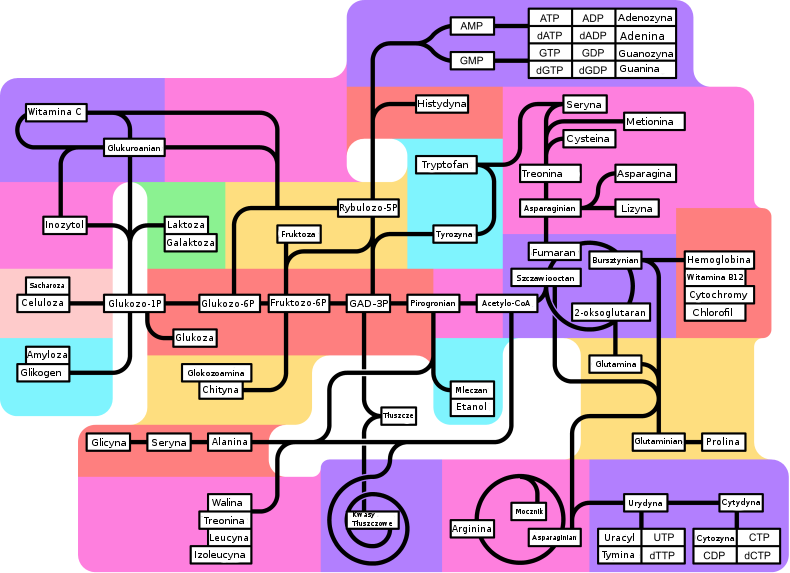
Modelowanie i projektowanie ścieżek metabolicznych stanowi jeden z istotnych elementów biologii syntetycznej

### Modelowanie matematyczne
Obecnie modelowanie zachowania się układów biologicznych odgrywa ogromne znaczenie w biologii syntetycznej. Wiele metod matematycznych znalazło zastosowanie do symulowania zachowania działania układów badanych przez tę dyscyplinę. Często stosowane są implementacje teorii grafów, algebry Boole'a, układy zwyczajnych równań różniczkowych, stochastyczne równania różniczkowe oraz procesy Markowa. Ponieważ rozpatrywane systemy biologiczne mieszczą się w matematycznej definicji układu dynamicznego to do ich badania można stosować zasadniczo wszystkie techniki rozwinięte przez teorię układów dynamicznych takie jak analiza bifurkacji.
Dostępnych jest wiele narzędzi programistycznych umożliwiających prowadzenie takich symulacji a także racjonalne projektowanie obwodów genetycznych z czego wiele jest darmowo dostępnych.
Niestety wraz ze wzrostem złożoności układu drastycznie narasta złożoność obliczeniowa symulacji oraz stopień nieprzewidywalności zachowania się układu. Dodatkowym utrudnieniem w tworzeniu poprawnie działających modeli jest duża liczba czynników zewnętrznych, które zakłócają jego działanie a często nie są należycie uwzględniane (bądź nie są znane) podczas konstruowania takich modeli.

## Kwestie etyczne i polityczne

### Możliwe zagrożenia
Dynamiczny rozwój biologii syntetycznej zainicjował serię pytań dotyczących etyki, zagrożenia biologicznego, medycyny oraz ochrony własności intelektualnej. Podobnie jak podczas wcześniejszych debat na temat biotechnologii powstało wiele obaw związanych z niewłaściwym wykorzystaniem nowych odkryć i technologii będących owocami biologii syntetycznej. Przykładem może być teoretyczna możliwość otrzymania patogennych mikroorganizmów na skutek zaistnienia nieznanych wcześniej efektów wywołanych przez wprowadzenie obcych układów regulujących ekspresję genów. Badania przeprowadzone przez J. Craig Venter Institute, MIT oraz CSIS w 2007 miały na celu porównanie kilku opcji politycznych oceniających niebezpieczeństwo takich badań. Ponadto pojawiło się też kilka innych inicjatyw, których celem jest współpraca organizacji rządowych i naukowców nad krytyczną analizą możliwych zagrożeń wynikających z wprowadzania szeroskalowych modyfikacji genetycznych do organizmów. Przedstawiony w 2008 roku raport IASB "Technical solutions for biosecurity in synthetic biology" wyrósł z wcześniejszych propozycji wprowadzenia usprawnień technicznych zapewniających większe bezpieczeństwo w zakładach przemysłowych i laboratoriach wykorzystujących osiągnięcia biologii syntetycznej. Ponadto duże kontrowersje wzbudzają spory dotyczące praw patentowych do określonych sekwencji DNA lub białek.

### Problemy etyczne i socjologiczne
Na wielu stronach internetowych poświęconych biologii syntetycznej przedstawiony został wpływ biologii syntetycznej na społeczeństwo i poruszone zostały niektóre problemy etyczne związane z tą dyscypliną dotyczące zwłaszcza odbioru przez opinię publiczną.
Podjęto starania w celu poprawy odbioru zarówno biotechnologii, jak i biologii syntetycznej przez specjalistów z innych dziedzin oraz resztę społeczeństwa. Mają one często postać krótkich spotkań na których określa się wskazówki oraz regulacje postępowania w kwestiach społecznych. Niestety w wielu przypadkach takie normy postępowania nie są wystarczające w obliczu nowych zagadnień biologii syntetycznej. Przykładem działań w których próbuje się nawiązać długofalową współpracę pomiędzy ośrodkami akademickimi, które są organizowane przez Synthetic Biology Engineering Research Center i Synbiosafe.
Innymi przykładami mogą być powstanie w 2006 roku Międzynarodowego Konsorcjum Syntezy Polinukleotydów (ang. The International Consortium for Polynucleotide Synthesis), którego głównym zadaniem jest monitorowanie syntez sztucznych genów oraz innych fragmentów genomów oraz Przemysłowego Stowarzyszenia Biologii Syntetycznej (ang. Industry Association Synthetic Biology).

## Istotne technologie

### Sekwencjonowanie DNA

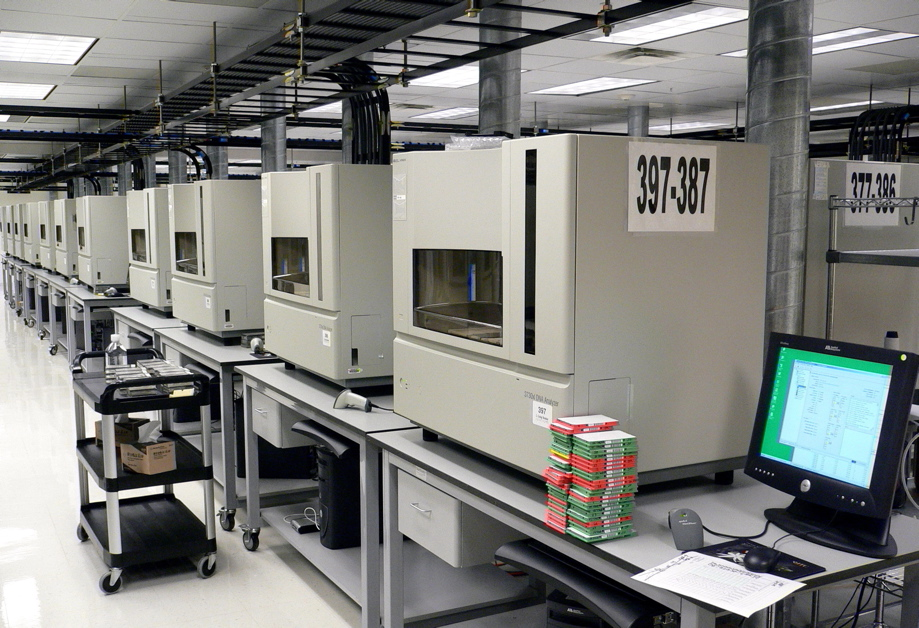
Zestaw sekwenatorów DNA

Znajomość dokładnej sekwencji DNA jest obecnie niezbędna do prowadzenia badań w zakresie biologii molekularnej i syntetycznej. Rozwój technik sekwencjonowania znacznie przyśpieszył rozwój współczesnej biologii. Ponadto wprowadzenie licznych usprawnień technicznych oraz lepszych metod bioinformatycznej obróbki danych znacznie przyśpieszyło proces sekwencjonowania. Umożliwiło to poznanie pełnego genomu człowieka oraz wielu innych organizmów.
Biolodzy syntetyczni wykorzystują sekwencjonowanie do kilku celów. Po pierwsze zakrojone na szeroką skalę projekty badania całych genomów pozwalają na lepsze zbadania naturalnie występujących organizmów. Dokładna znajomość naturalnych genomów jest konieczna do ich modyfikowania bądź projektowania ich sztucznych odpowiedników. Innym celem sekwencjonowania jest ustalenie poprawności skonstruowanych sieci genetycznych i wykluczenie obecności przypadkowych mutacji, które mogłyby zaburzyć ich działanie. W celu tworzenia i kontroli jakości dużych fragmentów DNA konieczne jest wprowadzenie tanich i szybkich metod sekwencjonowania. Można do nich zaliczyć:
- Pirosekwencjonowanie(inne języki) metodą 454 – jest to technika wprowadzona przez firmę 454 Life Sciences(inne języki) znacznie szybsza niż klasyczne techniki sekwencjonowania. Jest to technika sekwencjonowania poprzez syntezę wykorzystująca specyficzny zestaw enzymów pozwalający na prowadzenie sekwencjonowania w czasie syntezy łańcucha DNA. Metoda 454 umożliwia prowadzenie wielu sekwencjonowań w tym samym czasie (sekwencjonowanie równoległe), dzięki czemu szybkość procesu znacząco wzrasta[25][26].
- Sekwencjonowanie poprzez ligację stanowi technikę sekwencjonowania wykorzystującą enzym ligazę DNA do identyfikacji nukleotydu w danej pozycji w sekwencji. W odróżnieniu od wielu technik sekwencjonowania ta metoda nie wymaga obecności polimerazy DNA do tworzenia drugiej nici DNA. Zamiast tego wrażliwość ligazy na błędne parowanie zasad jest wykorzystywana do określenia sekwencji badanego odcinka DNA
- Sekwencjonowanie przez hybrydyzację stanowi zbiór metod wykorzystujący hybrydyzację jednej nici DNA do drugiej nici komplementarnej. W przypadku oligonukleotydów proces ten jest wrażliwy nawet na obecność pojedynczej niesparowanej zasady. Jedną z dróg sekwencjonowania przy użyciu tej metody jest wykorzystanie mikromacierzy DNA zawierających krótkie fragmenty genomowego DNA oraz wiele ich wariancji sekwencyjnych. Obecnie metoda ta jest powoli wypierana przez techniki sekwencjonowania poprzez syntezę[27].

### Synteza DNA
Jednym z głównych ograniczeń dla rozwoju biologii syntetycznej jest czas i środki finansowe potrzebne do syntezy dużych fragmentów DNA zawierających sztuczne zaprojektowane sekwencje. Dla sprawnego działania biolodzy syntetyczni potrzebują bardziej efektywnych technik syntezy DNA niż istniejące obecnie. Proces syntezy de novo dużych fragmentów DNA jest często nazywany w literaturze syntezą genów.
W 2002 roku doniesiono o syntezie liczącego 7741 par zasad genomu wirusa polio. Została ona przeprowadzona na podstawie dostępnej publicznie sekwencji i kosztowała 2 lata pracy zespołu badawczego. Natomiast w 2003 udało się otrzymać kompletny genom (liczący 5386 par zasad) bakteriofaga ΦX174 w czasie jedynie dwóch tygodni.
W 2006 roku grupa badawcza Craiga Ventera skonstruowała i opatentowała syntetyczny, minimalny do utrzymania się przy życiu, genom nowego organizmu, nazwanego później Mycoplasma laboratorium.
W 2007 roku doniesiono o pierwszych komercyjnych firmach oferujących syntezę większych fragmentów DNA (do 2000 par zasad) w cenie 1 $ za parę zasad. Do połowy 2009 cena za jedną parę zasad spadła do około 0,4 $. Tendencja do systematycznego spadku cen za syntezę DNA może doprowadzić do spadku zainteresowania klasycznym klonowaniem cDNA na rzecz zakupu syntetycznych fragmentów DNA.

### Modelowanie matematyczne
Tworzenie matematycznych modeli opisujących projektowany układ pozwala na przewidzenie niektórych jego cech co może posłużyć do jego udoskonalenia w celu wyeliminowania wad lub wprowadzenia pewnych usprawnień. Obecnie zostały rozwinięte wielkoskalowe modele sieci genetycznych tworzone z myślą o zastosowaniach w biologii syntetycznej. Pozwalają one na odtwarzanie podstawowych procesów biologicznych takich jak transkrypcja, translacja oraz wpływ czynników transkrypcyjnych oraz sygnałów środowiskowych na działanie obwodów genetycznych.
Do prowadzenia takich symulacji można wykorzystać różnorodne oprogramowanie komputerowe. Do często stosowanych programów należą:
- MATLAB
- Scilab
- CellDesigner
- Promot